# Kettusaari (ö i Birkaland)
Kettusaari är en ö i Finland. Den ligger i sjön Haukkajärvi och i kommunen Ruovesi i den ekonomiska regionen  Övre Birkalands ekonomiska region  och landskapet Birkaland, i den sydvästra delen av landet, 220 km norr om huvudstaden Helsingfors. Öns area är 1,3 hektar och dess största längd är 210 meter i sydöst-nordvästlig riktning.